# Mario Gareña
Mario Gareña, ursprünglich Jesús Arturo García Peña (25. September 1932 in Barranquilla – 25. August 2021 in Salt Lake City) war ein kolumbianischer Komponist und Sänger. Er kreierte einige Welthits, darunter Yo me llamo cumbia und Santa, Santa, Santa Marta, die er auch selbst interpretierte.

## Leben und Werk
Mario Gareñas Karriere als Sänger währte vierzig Jahre. Er debütierte 1951 in Cali, mit dem französischen Orchester von Sebastian Solari. Es folgten Auftritte mit dem Orquesta Sonolux in Medellin. Er arbeitete mit Francisco Zumaqué zusammen. Er errang Erfolge beim Latin American Festival in New York City. Er komponierte ein Lied nach dem anderen, darunter Yo me llamo Cumbia. 1961 übersiedelte er nach Bogotá. Bis 1990 arbeitete er auf Konzertbühnen, in Diskotheken und Bars und trat in den Fernsehsendungen Mares de passion und Cumbia auf. 1990 gründete er die Bewegung Amor por Colombia und kandidierte bei den Präsidentschaftswahlen. Er verlor die Wahl, erlebte die Begeisterung über Gloria Estefans Neufassung seines Liedes Yo me llamo Cumbia und entschied, dass seine Zeit abgelaufen sei. Er zog sich von der Bühne und aus der Öffentlichkeit zurück, übersiedelte in sein Haus in Salt Lake City, wo sechs seiner acht Kinder wohnten. Er starb durch einen Sturz in seinem Haus, wie sein Sohn Leopoldo García bekanntgab.

### Yo me llamo Cumbia
Das Lied Yo me llamo Cumbia [Ich nenne mich Cumbia], die Erzählung einer Königin über ihre Schönheit und Attraktivität, brachte die Musikrichtung des Cumbia auf einen Nenner, wurde schnell zum Volkslied, Klassiker und Welthit. Wiewohl eindeutig für eine Frauenstimme geschrieben, vermochte auch der Komponist seine Komposition glaubhaft zu interpretieren – ohne jede tuntige Attitüde. Seine Stimme ist per se im höheren Register angesiedelt, doch verfügt er auch über männliche Durchschlagskraft, gut zu hören in der Nummer La esquina caliente. Es gibt kaum eine lateinamerikanische Sängerin, die das Lied nicht in ihrem Repertoire hat – Leonor Gonzales Mina, Totó La Momposina (langsam und mit minimaler Gitarrenbegleitung), Margarita La Diosa De La Cumbia oder Doris Salas waren frühe Interpretinnen der Nummer. Es gab Instrumentaleinspielungen durch klassische Orchester, Big-Band-Versionen von La Sonora Dinamita, von Los Angeles Negros, des Orquestra Rosaleda oder von Puerto Candelaria und Juancho Valencia, die 2019 mit diesem Titel den Latin Grammy Award als Best Traditional Tropical Album gewannen. Gloria Estefan verfremdete die Nummer mit der Miami Sound Machine zu Yo me llamo Gloria Estefan bzw. zu Conga, any longer und konnte sich breiten Zuspruchs erfreuen. Auch Carolina la O, Johanna Sayago und Ivonne Guzmán mit der Band Le Delia Valdez, um jüngere Interpretinnen zu nennen, nahmen die Nummer in ihre Konzertprogramme auf. Der Song wird auch bei Talentbewerben im Fernsehen gerne vorgetragen.

## Bekannte Kompositionen
- Qué linda
- Raza
- Pintadita de luna
- Yo me llamo cumbia
- Te dejo la ciudad sin mí
- La traga maluca
- Mi novia es Barranquilla
- Santa, Santa, Santa Marta
- Tal vez sí seas tú y Cimarrón

## Tondokumente
- Te dejo la ciudad sin mí
- Yo me llamo cumbia
- Santa, Santa, Santa Marta
- La esquina caliente